# Mosty w Olsztynie
Olsztyńskie mosty – mosty znajdujące się na terenie miasta Olsztyna wybudowane na rzekach: Łynie, Wadągu i Kortówce oraz na Jeziorze Długim.

## Główne mosty w Olsztynie

### Most Mariacki
Most Mariacki na Łynie (daw. niem. Marienbrücke – Most Mariacki) został wzniesiony jako most pojedynczy w 1867 roku na pograniczu osiedla Podgrodzia – na północny zachód i os. Kościuszki – na południowy wschód. Znajduje się on w ciągu Alei Niepodległości, pomiędzy ulicą Mariacką a ulicami Kościuszki i Grzegorzewskiej.
W roku 1978 z okazji centralnych obchodów dożynek i przyjazdu I Sekretarza KC PZPR Edwarda Gierka, wraz z przebudowaną i gruntownym remontem al. Niepodległości (m.in. poszerzono al. Niepodległości oraz przesunięto nurt rzeki Łyny), zamiast jednego – wybudowano dwa mosty, każdy dla osobnej jezdni. W związku z koniecznością wybudowania mostu przed dożynkami, stary, stalowy most został wbudowany w nasyp i spoczywa tam do dziś.
Obecnie most Mariacki składa się z dwóch mostów, każdy ma po dwa pasy w każdym kierunku oraz chodnik. Stan nawierzchni jezdni na moście wymaga przeprowadzenia stosownego remontu.
Nazwa mostu pochodzi od Maryi, patronki ulicy (Mariackiej), przydrożnej kapliczki maryjnej oraz pobliskiego dawnego Szpitala Mariackiego, dzisiejszego Miejskiego, która krzyżuje się z Aleją Niepodległości nieopodal mostu Mariackiego.

### Most Młyński

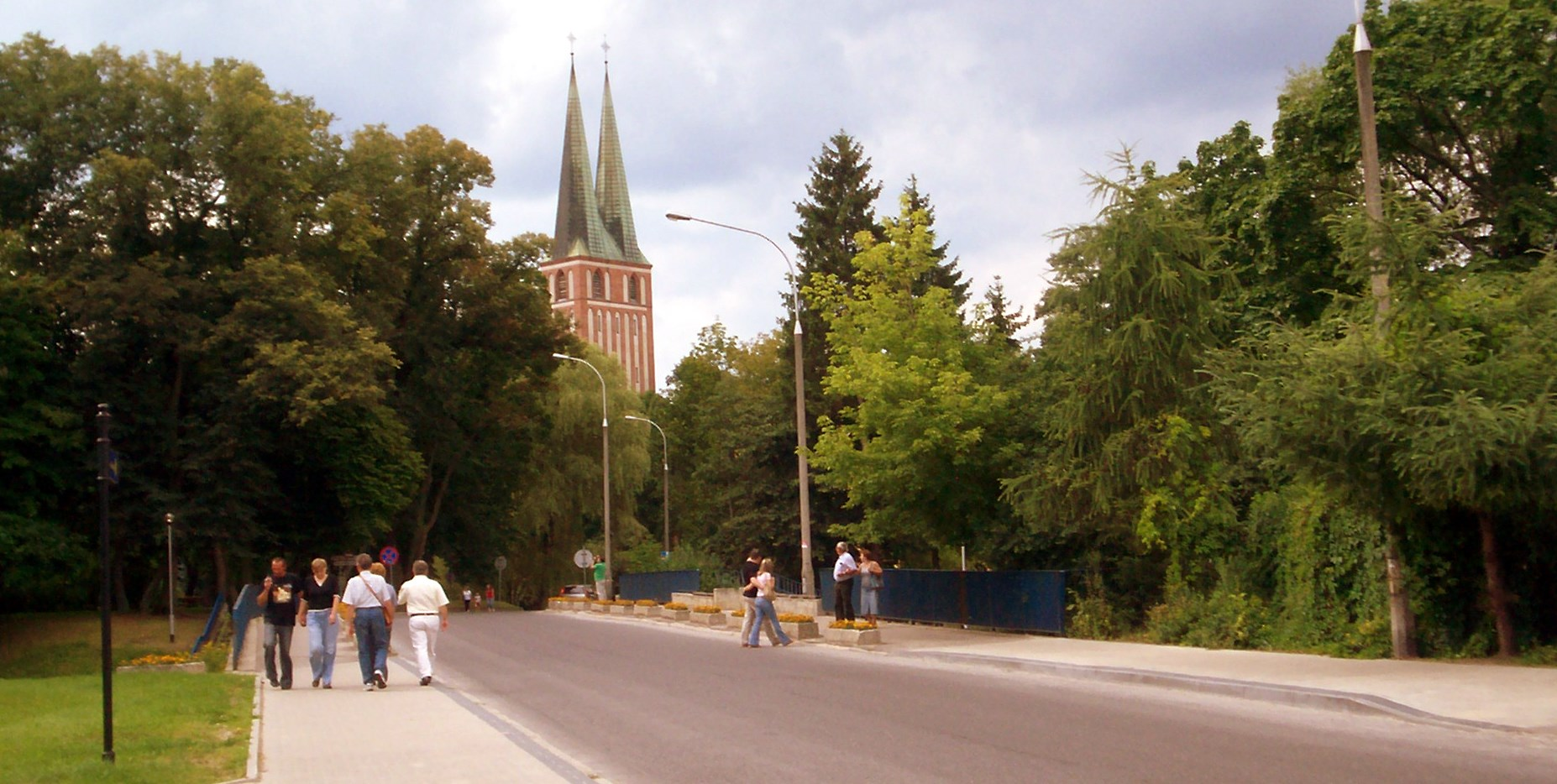
Most Młyński, w tle kościół garnizonowy MBKP

Most Młyński na Łynie (daw. niem. Wassermühlbrücke – Most Młyna Wodnego) znajduje się na północy Starego Miasta w Parku Zamkowym, w ciągu ulicy Nowowiejskiego. Most znajdujący się nieopodal Zamku, Muzeum Warmii i Mazur oraz szlaków turystycznych:
- Szlak Kopernikowski
- Czarny szlak im. Alojzego Śliwy w Olsztynie

Nazwa mostu pochodzi od położonego nieopodal dawnego młyna.

### Most Smętka
Most Smętka na Łynie znajduje się w Lesie Miejskim, na pograniczu os. Wojska Polskiego – na północ i os. Nad Jeziorem Długim – na południe.
Most Smętka znajduje się:
- około 0,9 km od ulicy Leśnej – na zachód
- około 0,9 km od Stadionu Leśnego „Gwardii”
- około 1,0 km od al. Wojska Polskiego, pętli autobusów miejskich „Jakubowo”, parku Jakubowskiego i Szpitala Kolejowego, do których można dotrzeć  Szlakiem Błękitnym, który prowadzi od pętli autobusów miejskich „Jakubowo” do okolic Dworca Zachodniego.

Przez most Smętka biegnie Szlak Kopernikowski, który prowadzi z okolic Targu Rybnego na Starym Mieście do Bukwałdu i Fromborka.
Most jest na tyle wąski, że dostęp do niego posiadają wyłącznie piesi i rowerzyści.
Swoją nazwę most zawdzięcza diabłu Smętkowi, występującemu w ludowych legendach i pieśniach kaszubskich – błędnie przypisywanemu folklorowi Warmii i Mazur.

### Most św. Barbary
Most św. Barbary na Łynie (daw. niem. Barbarabrücke – Most św. Barbary) znajduje się na południu os. Nad Jeziorem Długim, w ciągu ulicy 15 Dywizji (do 2012 r. w ciągu ulicy Artyleryjskiej). Nieopodal mostu, na przełomie rzeki Łyny, znajdują się zabytkowe wiadukty kolejowe z XIX wieku.

### Most św. Jakuba
Most św. Jakuba na Łynie (daw. niem. Wilhelmbrücke – Most Wilhelma) znajduje się na pograniczu Śródmieścia – na północ i os. Podgrodzie – na południe, w ciągu ulicy Pieniężnego w i ulicy Szrajbera. Nieopodal mostu znajduje się Park Zamkowy.
Od 1880 roku most posiada konstrukcję trwałą. Obecnie posiada on po dwa pasy w każdym kierunku, a wzdłuż niego, po obu jego stronach biegną chodniki.
Swoją obecną nazwę most zawdzięcza św. Jakubowi, patronowi miasta Olsztyna oraz pobliskiej Bazyliki Konkatedralnej. Dawna nazwa mostu (z czasów Prus Wschodnich) to Wilhelmbrücke (Most Wilhelma – Wilhelm I Hohenzollern – króla Prus w latach 1861–1888, od 1871 cesarza niemieckiego). Bezpośrednio nazwa mostu była konsekwencją dawnej nazwy ulicy Pieniężnego – Wilhelm-Straße.

### Most św. Jana Nepomucena

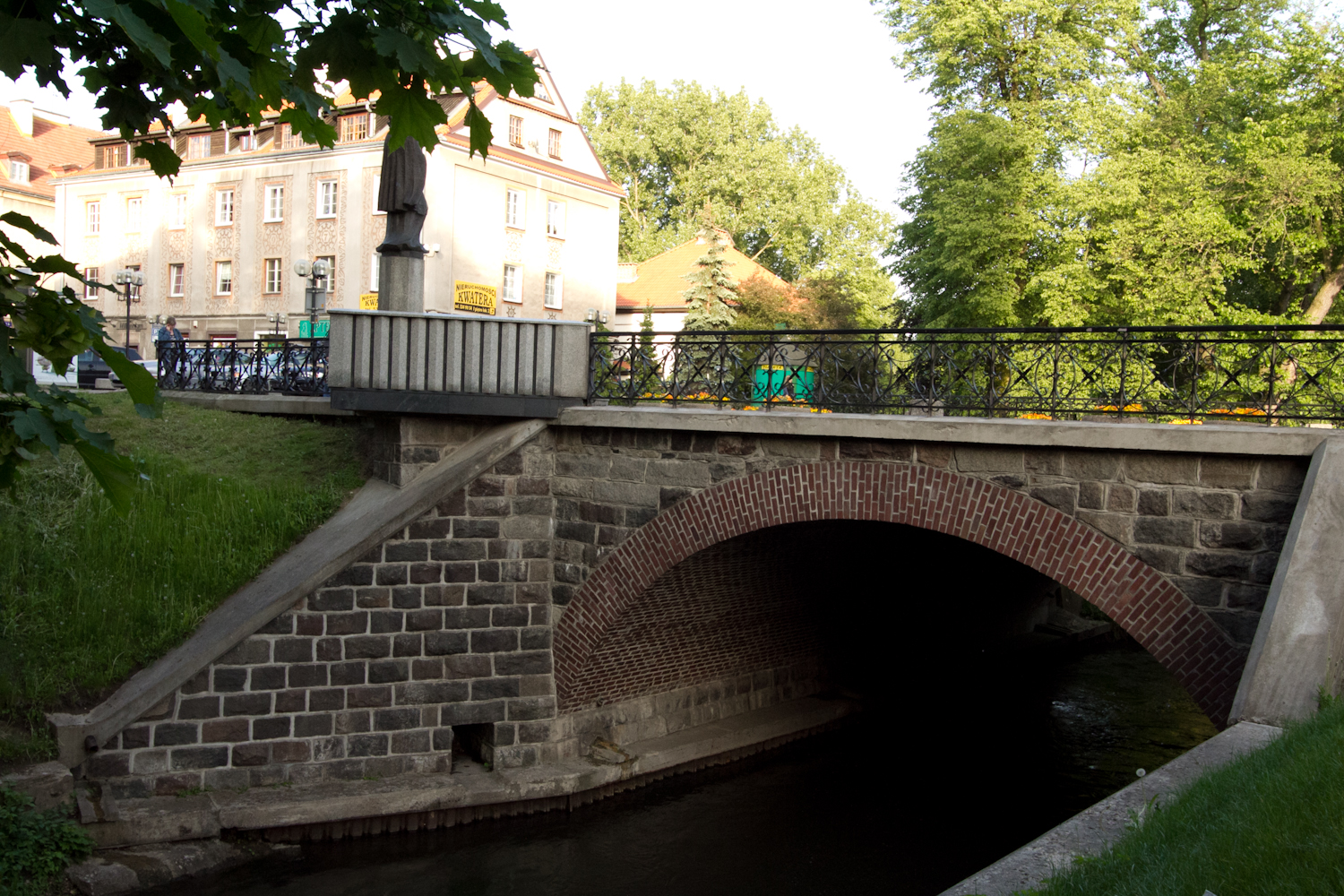
Most Św. Jana Nepomucena

Most św. Jana Nepomucena na Łynie (znany również jako Most św. Jana oraz Most Jana, daw. niem. Johannesbrücke – Most św. Jana) jest najstarszym i najsłynniejszym mostem w Olsztynie. Znajduje się on w południowej części Starego Miasta, w historycznej dzielnicy „Dolnego Przedmieścia” (niem. Unterstadt), nieopodal dawnej Bramy Dolnej, po której nie ma dziś już śladów. Tuż przy moście zlokalizowane jest skrzyżowanie części ślepej al. Warszawskiej, ul. Prostej, ul. Mochnackiego i ul. Grunwaldzkiej.
Od roku 1907 do roku 1965 przez most jeździły tramwaje olsztyńskie linii 1, która przez pewien okres przy moście miała swoją pętlę, a później przystanek.
W przeszłości w pobliżu mostu stała kapliczka z czerwonej cegły. W 1869 roku w miejsce likwidowanej kapliczki na samym moście umieszczono kamienną figurę św. Jana Nepomucena autorstwa Wilhelma Jansena z Kolonii. W niewyjaśnionych do końca okolicznościach została ona skradziona w wyniku rubieży tuż po drugiej wojnie światowej. W 1996 wraz z remontem samego mostu ufundowano kopię historycznej kapliczki, tym razem spiżową i większych rozmiarów, oraz staraniem Towarzystwa Przyjaźni Polsko-Niemieckiej – odtworzono kopię zaginionego pomnika.
Dawna nazwa mostu to Johannesbrücke (Most św. Jana Nepomucena).
Patronem mostu jest św. Jan Nepomucen – patron szczęśliwych przepraw przez rzeki.

### Most Zamkowy

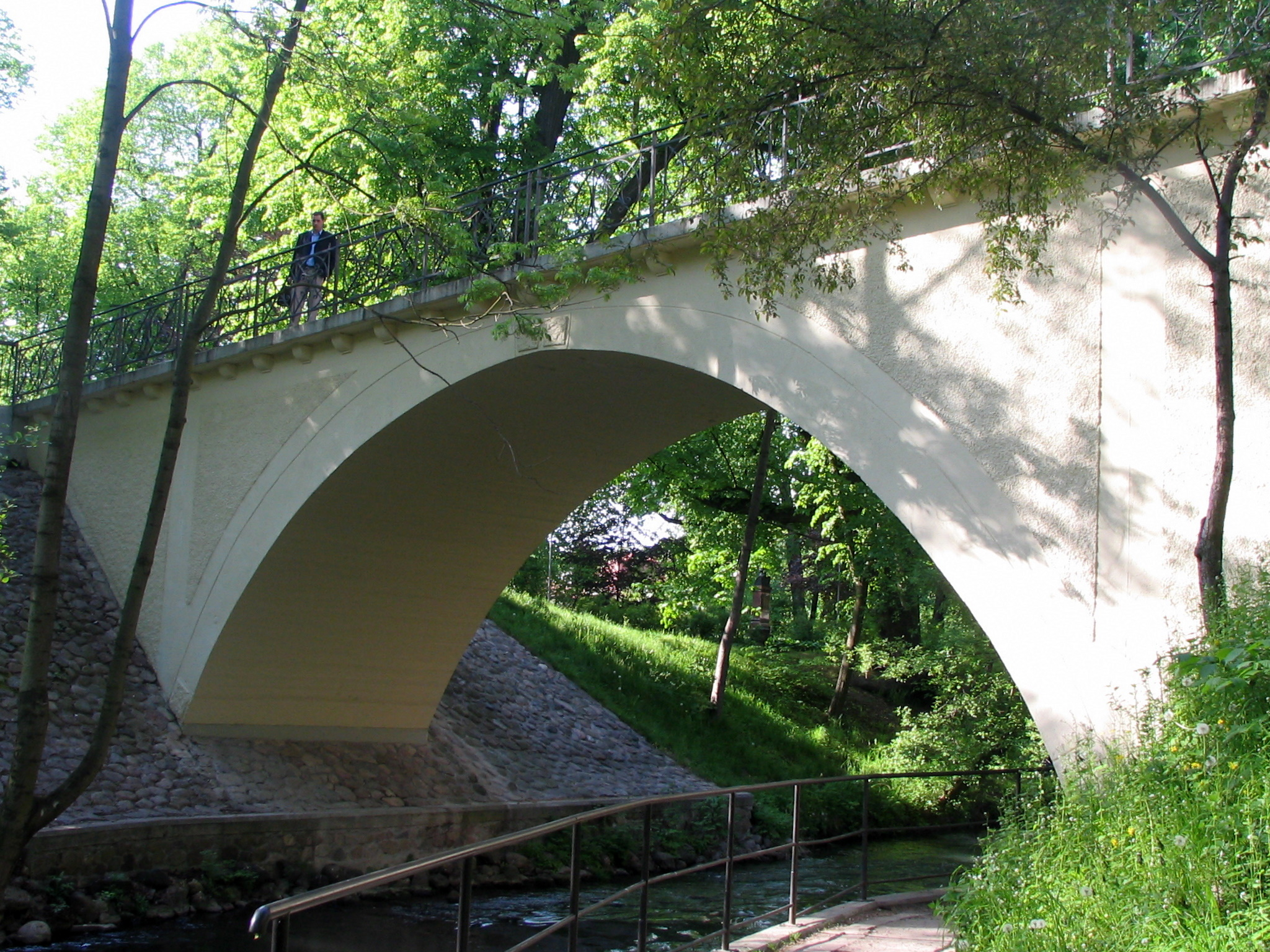
Most Zamkowy

Most Zamkowy na Łynie (daw. niem. Steinbrücke – Most Kamienia) znajduje się w ciągu ul. Zamkowej, pomiędzy Parkiem Zamkowym a Zamkiem Kapituły Warmińskiej.

## Inne mosty naŁyniew obrębie miasta Olsztyn

### Most w ciągu SzlakówŚliwyiKopernikowskiego, nieopodal ul. Artyleryjskiej
Most przeznaczony dla ruchu pieszego oraz rowerowego. Znajduje się na północy Olsztyna w Lesie Miejskim.

## Mosty na północyOlsztyna(wLesie Miejskim)

### Most przy wkroczeniu Łyny na teren miasta Olsztyna
Most przeznaczony dla ruchu pieszego oraz rowerowego. Znajduje się na północy Olsztyna w Lesie Miejskim.

### Most w ciąguSzlaku Kopernikowskiego
Most przeznaczony dla ruchu pieszego oraz rowerowego. Znajduje się na północy Olsztyna w Lesie Miejskim.

### Most nieopodal ul. Radiowej (daw. Justusbrücke)
Do roku 1945 nazwa mostu brzmiała (niem.) Justusbrücke na cześć Justusa Rarkowskiego, prowizora nadzorującego posiadłości i zabudowania Olsztyna. Nie nadano nazwy mostu po roku 1945. Most jest przeznaczony dla ruchu pieszego oraz rowerowego. Znajduje się na północy Olsztyna w Lesie Miejskim.

### Most nieopodal ul. Kasprowicza (daw. Kaiser-Friedrich-Brücke)
Do roku 1945 nazwa mostu brzmiała niem. Kaiser-Friedrich-Brücke (Most Fryderyka – króla Prus). Nie nadano mu nazwy po roku 1945. Przeznaczony dla ruchu pieszego oraz rowerowego. Znajduje się na północy Olsztyna w Lesie Miejskim.

## Mosty naStarym Mieście

### Most przy dawnejFischergasse
Most znajduje się koło dzisiejszego Centrum Młodzieży Polsko-Niemieckiej (w Parku Zamkowym) w ciągu dawnej Fischergasse – która przez krótki okres nosiła nazwę Zaułek Rybacki. Most jest przeznaczony dla pieszych i łączy alejki parkowe prowadzące wzdłuż Łyny, w kierunku ulicy Kromera i ulicy Okopowej.

### Most przy skrzyżowaniu ul. Kołłątaja i ul. Okopowej
Most znajduje się w Parku Zamkowym. Łączy alejki prowadzące wzdłuż Łyny.

### Most przy alei Gelsenkirchen
Most znajduje się przy placu Roosevelta (w Parku Zamkowym). Łączy alejki parkowe łączące ulicę Asnyka, aleję Gelsenkirchen i ulicę Szrajbera.

## Mosty na południuOlsztyna

### Most w ciągual. Obrońców Tobruku

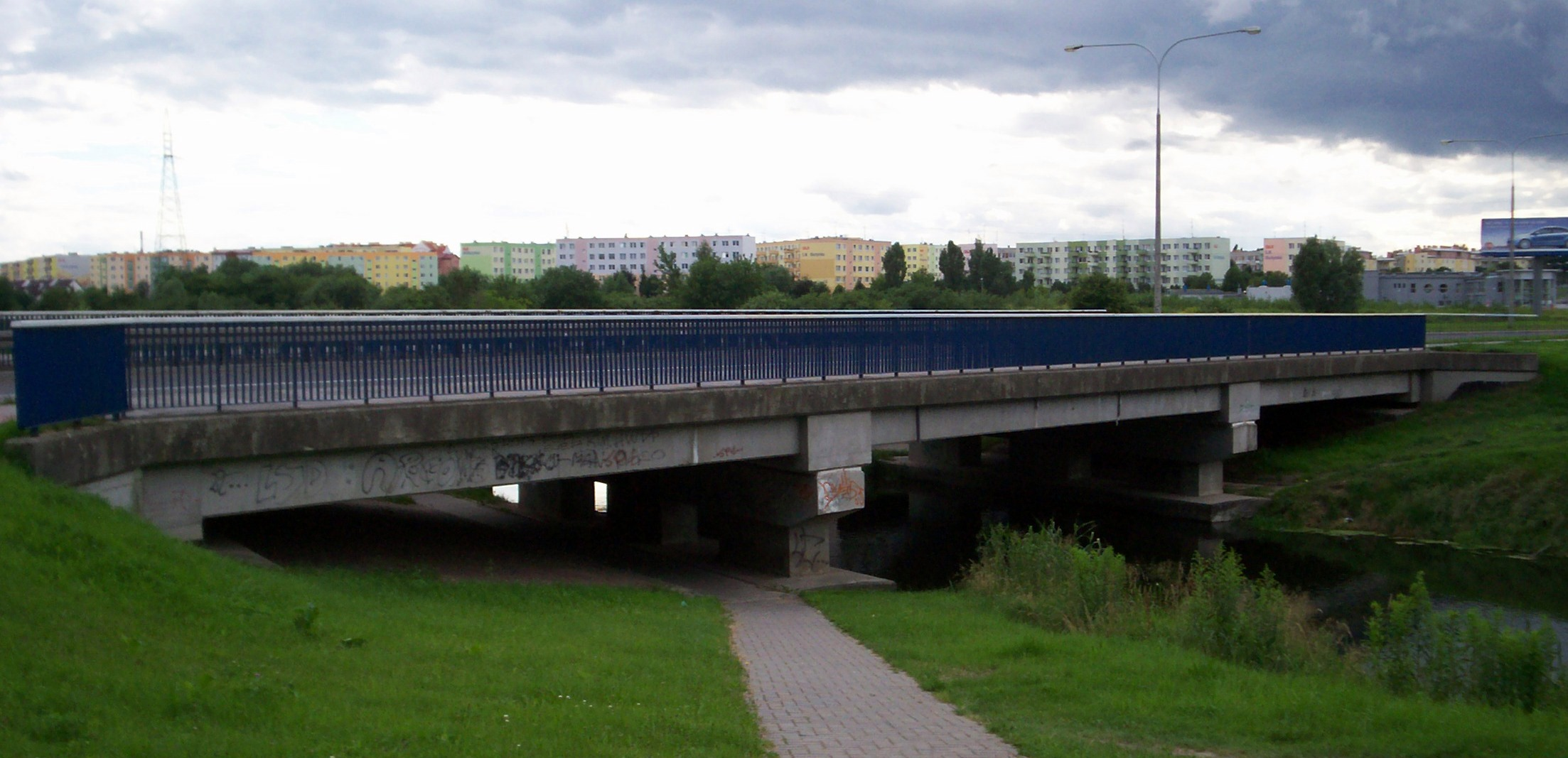
Most południowy (nowy) przy al. Obrońców Tobruku

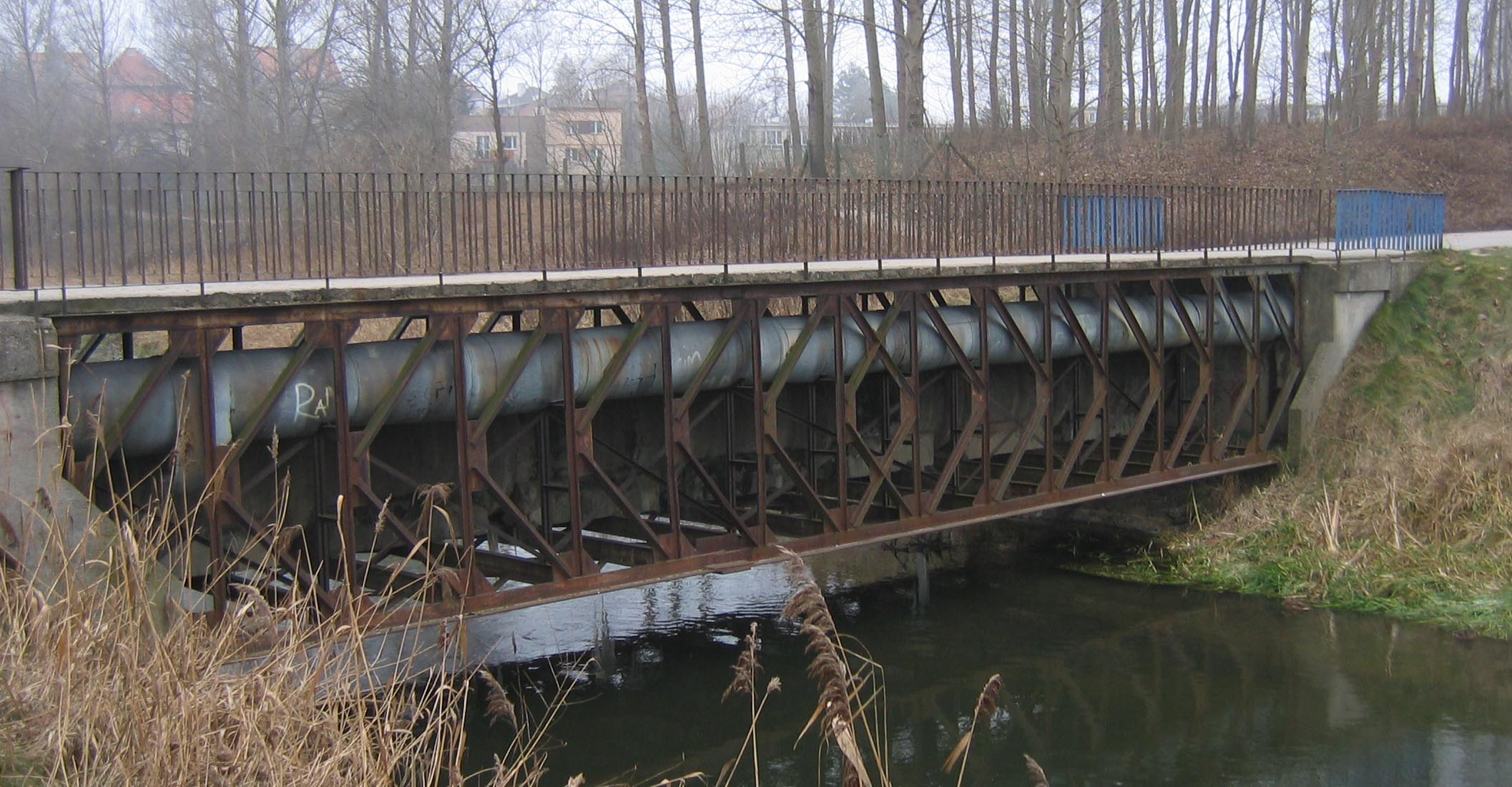
Most północny (stary) przy al. Obrońców Tobruku

W ciągu Alei Obrońców Tobruku znajdują się dwa mosty. Stary most północny służy jedynie do ruchu pieszego. Nowy most południowy wybudowano latach 90. XX wieku, wraz z aleją Obrońców Tobruku. Po nowym moście biegną dwie jezdnie alei Obrońców Tobruku, chodnik i ścieżka rowerowa. Most znajduje się pomiędzy skrzyżowaniem alei Obrońców Tobruku z ulicą Iwaszkiewicza i z ulicą Kasprzaka (zakaz wjazdu).

### Most w ciąguul. Tuwima

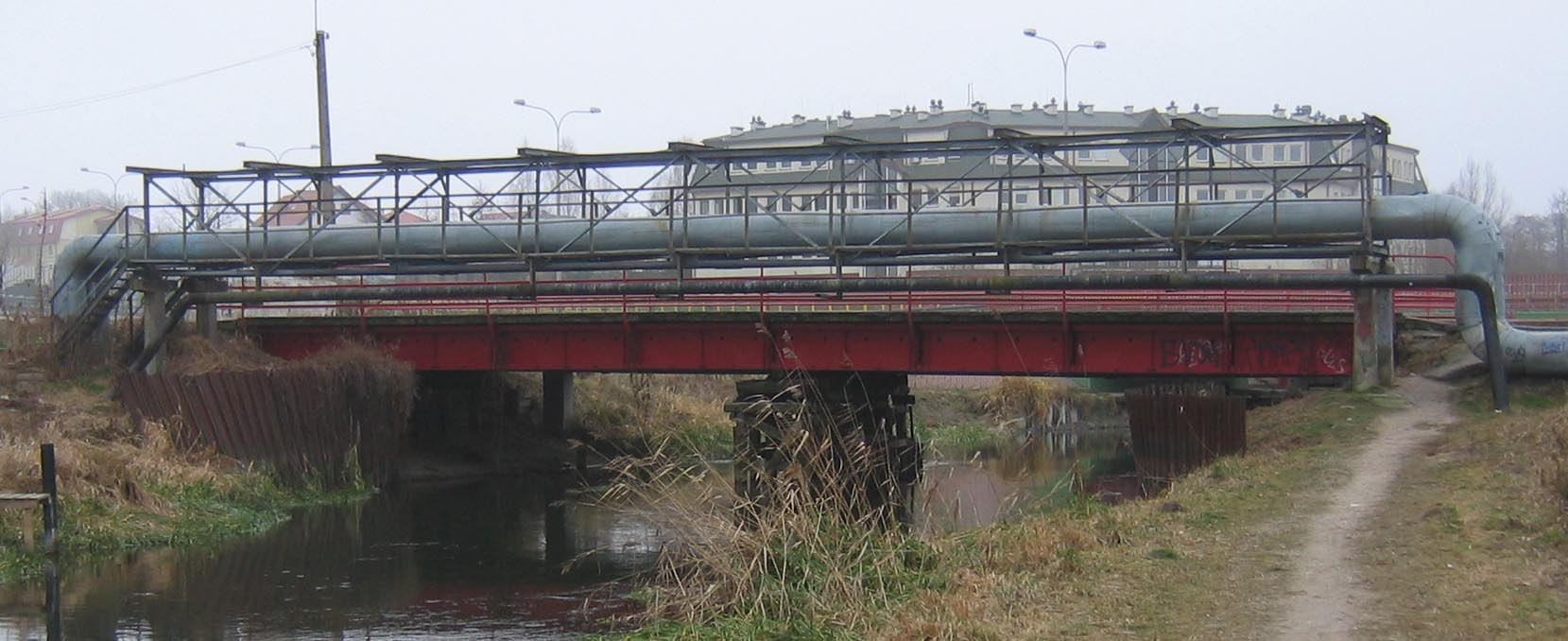
Most północny (stary) przy ulicy Tuwima

W ciągu ulicy Tuwima znajdują się dwa mosty nad rzeką Łyną: most północny oraz nowy most południowy, wybudowany przy budowie ulicy Tuwima. W ciągu mostu południowego znajduje się chodnik oraz ścieżka rowerowa. Most znajduje się pomiędzy skrzyżowaniami ulicy Tuwima z ulicą Iwaszkiewicza i ulicą Wawrzyczka.

### Most w ciągu ul. Kalinowskiego i ul. Szostkiewicza
W ciągu ulic Kalinowskiego i Szostkiewicza znajduje się most na rzece Łynie, który ma jeden pas w każdym kierunku i chodniki po każdej stronie.

## Mosty na rzeceWadąg
- Most w ciągu al. Wojska Polskiego (w Lesie Miejskim)
- Most w ciągu ul. Jagiellońskiej (w Lesie Miejskim)
- Most w ciągu Szlaku Kopernikowskiego (w Lesie Miejskim)
- Most przy pomniku Diernowa (w Lesie Miejskim)
- Most w ciągu ul. Turystycznej (w Lesie Miejskim)
- Most na skrajnej północno-wschodniej części Olsztyna – łączący ogrody działkowe

## Mosty nadKortówką
- Most w ciągu al. Schumana
- Most w ciągu ul. Armii Krajowej
- Most w ciągu ul. Kazimierza Jagiellończyka
- Most w ciągu ul. Słonecznej i ulicy Kanafojskiego
- Most w ciągu ul. prof. Oczapowskiego

## Mosty nadJeziorem Długim
- Most w ciągu ulicy Rybaki